# The Tokyo Showdown
The Tokyo Showdown es el primer álbum en vivo de la banda sueca de death metal melódico In Flames. Fue grabado durante su gira por Japón en el 2000 en sus shows en Tokio. Durante la presentación de la canción "Scorn", la banda realizó un pequeño cover de la canción "Raining Blood" de Slayer.
El título del álbum fue inspirado en la película de acción Showdown in Little Tokyo.

## Lista de canciones
| N.º | Título                                   | Duración |  |
| 1.  | «Bullet Ride» (de Clayman, 2000)         | 4:41     |  |
| 2.  | «Embody the Invisible» (de Colony, 1999) | 3:42     |  |
| 3.  | «Jotun» (de Whoracle, 1997)              | 3:33     |  |
| 4.  | «Food for the Gods» (de Whoracle, 1997)  | 4:24     |  |
| 5.  | «Moonshield» (de The Jester Race, 1996)  | 4:25     |  |
| 6.  | «Clayman» (de Clayman, 2000)             | 3:36     |  |
| 7.  | «Swim» (de Clayman, 2000)                | 3:21     |  |
| 8.  | «Behind Space» (de Lunar Strain, 1994)   | 3:52     |  |
| 9.  | «Only for the Weak» (de Clayman, 2000)   | 4:31     |  |
| 10. | «Gyroscope» (de Whoracle, 1997)          | 3:25     |  |
| 11. | «Scorn» (de Colony, 1999)                | 3:50     |  |
| 12. | «Ordinary Story» (de Colony, 1999)       | 4:15     |  |
| 13. | «Pinball Map» (de Clayman, 2000)         | 4:33     |  |
| 14. | «Colony» (de Colony, 1999)               | 4:47     |  |
| 15. | «Episode 666» (de Whoracle, 1997)        | 3:37     |  |

### Disco extra
La versión doble lanzada por Scarecrow Records (bajo licencia de Nuclear Blast) incluye un disco con canciones adicionales.

| N.º | Título                         | Duración |  |
| 1.  | «Clad in Shadows '99»          | 2:24     |  |
| 2.  | «Strong and Smart»             | 2:33     |  |
| 3.  | «Man Made God»                 | 4:11     |  |
| 4.  | «Behind Space» (en vivo)       | 3:37     |  |
| 5.  | «Goliaths Disarm Their Davids» | 4:55     |  |

## Créditos
- Anders Fridén  -  voz
- Jesper Strömblad  -  guitarra
- Björn Gelotte -  guitarra
- Peter Iwers  -  bajo
- Daniel Svensson  -  batería
- Mezclado y producido por Anders Fridén e In Flames en el Studio Fredman durante la primavera del 2001.
- Masterizado por Göran Finnberg en The Mastering Room.
- Arte y diseño de la portada por Niklas Sundin en Cabin Fever Media.
- Masayuki Noda – fotografía